# Kaplica Świętej Rodziny w Cieszynie
Kaplica Świętej Rodziny w Cieszynie – publiczna kaplica katolicka z 2 poł. XIX wieku na terenie zespołu klasztornego sióstr boromeuszek, przy ul. Wyższa Brama 1.
Kaplica jest własnością Zgromadzenia Sióstr Miłosierdzia św. Karola Boromeusza gałęzi mikołowskiej. Kapelanię zakładu opiekuńczo–leczniczego prowadzą franciszkanie z pobliskiego klasztoru Świętego Krzyża. Msze święte odprawiane są codziennie. Kaplica jest też kościołem szkolnym dla dziewcząt mieszkających w prowadzonej przez zakonnice bursie.

## Historia
Boromeuszki przybyły do Cieszyna w 1876. Po zakupieniu kamienic przy Górnym Rynku, stopniowo rozbudowywano klasztor, który stał się siedzibą instytucji wychowawczych i edukacyjnych. Siostry wzniosły kaplicę na potrzeby szkół w latach 1877-1878. Autorem projektu był Antoni Jonkisch. Poświęcenia kaplicy dokonał 5 maja 1878 cieszyński wikariusz generalny Franciszek Śniegoń.

## Architektura i sztuka
Kaplica jest jednonawowa. Pierwotnie posiadała trzy ołtarze. Po reformie soboru watykańskiego II pozostawiony został jedynie neogotycki drewniany ołtarz główny w zwężonym prezbiterium. Drewniane wyposażenie kaplicy wykonał stolarz Putze, który z siostrami osiadł w Cieszynie. W ołtarzu głównym znajdują się obrazy: Święta Rodzina, Św. Karol Boromeusz, Św. Jadwiga Śląska z końca XIX wieku, autorstwa Juliusa Heinischa. Na drzwiczkach tabernakulum znajduje się malowany motyw pelikana. W nastawie, po obu stronach miejsca na wystawienia umieszczono rzeźbione anioły podtrzymujące świeczniki. W 1912 w prezbiterium zainstalowano bogate w szczegóły witraże ze scenami Zwiastowania i Narodzenia Pańskiego. Sufit kaplicy zdobią drewniane kasetony z geometryczną ornamentyką.